# Marko Hiti
Marko Hiti, slovenski hokejist na travi, * 6. avgust 1976, Postojna. 

## Igralska kariera
Marko Hiti je bil igralec UHK Svoboda iz Ljubljane, kjer je igral v obrambi na mestu prostega branilca. Med letoma 1997 in 2000 je bil tudi kapetan kluba. Z devetnajstimi leti je leta 1995 v Bratislavi na Panonskem pokalu prvič oblekel dres državne reprezentance, za katero je odigral skupno dvaindvajset tekem. V svojem obdobju je veljal za najboljšega obrambnega igralca v Sloveniji. Največji uspeh pa je dosegel leta 2002, ko je skupaj s klubom osvojil naslov državnega prvaka v hokeju na travi. 
Večje uspehe je dosegal v dvoranskem hokeju, kjer je igral na poziciji sredinskega igralca. S klubom je poleg petih naslovov državnega prvaka v dvoranskem hokeju, osvojil tudi bronasto medaljo na evropskem klubskem dvoranskem prvenstvu skupine C, leta 1998 v Beogradu.